# Кая Форсон
Кая Форсон (19 березня 2002) — ганська плавчиня.
Учасниця Олімпійських Ігор 2016 року, де в попередніх запливах на дистанції 200 метрів вільним стилем посіла 42-ге місце (останнє серед тих, що фінішували) і не потрапила до півфіналів.